# Robert Trumpler
Robert Julius Trumpler (Zürich, 2 oktober 1886 - Berkeley, 10 september 1956) was een Amerikaans astronoom die vooral bekend werd door zijn onderzoek aan open sterrenhopen.
Trumpler werd geboren in Zwitserland waar hij aanvankelijk ook opgroeide. Hij behaalde zijn doctoraat aan de Georg-August-Universität Göttingen in Duitsland in 1910 waarna hij weer naar Zwitserland ging. In 1915 werd hem een positie aan de Allegheny Observatory in de Verenigde Staten aangeboden waarna hij de oversteek naar Amerika maakte. In 1916 keerde hij terug naar Zwitserland om te trouwen waarna het gezin zich permanent in de VS vestigde. In 1920 werd hij aangesteld als assistent bij de Lick Observatory en een jaar later werd hij Amerikaans staatsburger.
Trumplers wetenschappelijke bijdragen liggen vooral in het gebied van onderzoek naar sterrenhopen. Zijn waarnemingen van bolvormige sterrenhopen leerde dat deze objecten lichtzwakker waren dan verwacht en tevens roder van kleur. Hieruit maakte hij op dat er zich "stof"deeltjes moesten bevinden in de interstellaire ruimte die een deel van het licht van de bolhopen absorberen.
Trumpler deed ook onderzoek naar open sterrenhopen die hij zorgvuldig bestudeerde en catalogiseerde. Hij trachtte de afmetingen van de Melkweg te bepalen door de sterrenhopen in kaart te brengen en hun distributie te analyseren. Hij kwam aanvankelijk op een te laag resultaat van 10.000 parsec uit en hij plaatste de Zon ruwweg in het centrum van de Melkweg, een beeld waar hij later van terugkwam.
Trumpler ontwikkelde ook een systeem om open sterrenhopen te classificeren, een systeem dat tegenwoordig nog in gebruik is. Hij deelde sterrenhopen in naar aanleiding van hun centrale concentratie, de helderheid van de individuele sterren en het aantal sterren.
Op 69-jarige leeftijd overleed Trumpler te Berkeley. Naar hem zijn een krater op zowel de Maan als Mars vernoemd.